# Ту-114
Ту-114 „Россия“ е турбовитлов (турбовинтовой – рус.) пътнически самолет, проектиран в СССР през 1955 г. на база на бомбардировача Ту-95. Произвеждан е серийно от 1961 до 1965 година в завод № 18 в Куйбишев. Общо серийно са произведени 31 самолета.

## Конструкция

### Аеродинамична схема и компоновка
Ту-114 е четиридвигателен турбовитлов самолет с долно разположено крило. Снабден е с четири двигателя НК-12МВ със съосни противоположно въртящи се витла АВ 60 на всеки двигател. Общата мощност на двигателите е 60 000 к.с. в режим на излитане.
Корпусът на самолета има две палуби съединени със стълба. На долната се намират два багажни отсека, стая за почивка на екипажа и кухня, а на горната пътнически салон. Кухнята е снабдена с асансьор за подаване на храната, първоначално екипажа е включвал и готвач.
За пътниците били предвидени 3 салона и четири купета. В първия салон имало 41 места, във втория 48 места, обърнати едно срещу друго с маси между тях. Следва бюфета и стълбата за долната палуба, а зад тях се намират четирите купета с 24 дневни или 12 спални места и накрая е третият салон с 54 места. При превоз на официални делегации вторият салон се ползвал като столова за хранене на пътниците.

### Недостатъци
- за обслужване Ту-114 се нуждаел от по-висока стълба от другите самолети;
- повишено ниво на шума (108 – 112 dB) и вибрации в салона от работата на двигателите;
- при максимално зареждане с гориво (за свръх далечни полети) няма достатъчно мощност за безопасно излитане с един неработещ двигател.

### Рекорди
Самолетът Ту-114 поставя 32 световни рекорда. Сред достиженията на Ту-114 са:
- най-големият пътнически турбовитлов самолет на света;
- най-бързият пътнически турбовитлов самолет на света;
- единственият пътнически турбовитлов самолет със стреловидно крило;
- турбовитлов пътнически самолет с най-мощните турбовитлови двигатели и най-голяма обща мощност на един самолет.

## История

### Разработка
В началото на 1950-те вече е ясно, че бъдещето принадлежи на реактивната пътническа авиация. Въпреки това в СССР е взето решение за проектиране на голям скоростен самолет с турбовитлови двигатели. Разработката на Ту-114 започва през 1955 в КБ Туполев на основание на постановление на Министерския съвет на СССР № 1561 – 868. За водещ конструктор е назначен Н. И. Базенков. Самолетът имал обозначение Ту-95П или вътрешен шифър „самолет“ 114. Две години след началото на разработката, на 15 ноември 1957 Ту-114 „Россия“ излита за пръв път, пилотиран от екипажа на летец-изпитателя А. П. Якимов. Опитната експлоатация на самолета е извършена от 206 авиоотряд на „Аерофлот“ Внуково.
Двата самолета Ту-116 (Ту-114Д) не са модификация на Ту-114. Това са специално преоборудвани в пътнически самолети бомбардировачи Ту-95, предназначени за дълги полети на ръководството на СССР. Построени са в случай на непредвидено забавяне на производството на първите Ту-114. В незначително променения корпус на бомбардировача има вградена херметична пътническа кабина с илюминатори и вграден трап. Кабината имала два салона, кухня, тоалетна и служебно помещение. Самолетите били боядисани в цветовете на гражданската авиация.
Разработката на Ту-114 не минава без проблеми. За разлика от бомбардировача Ту-95, Ту-114 е проектиран като самолет с долно разположено крило, което принудило конструкторите да увеличат дължината на стойките на колесниците. Самолетът станал значително по-висок от другите граждански самолети, което впоследствие затруднявало неговото обслужване.

### Експлоатация
Първият демонстрационен полет до Ню Йорк е извършен през 1958 година от самолет СССР-Л5611. На 19 май 1959 е извършен полет от Москва до Хабаровск и обратно с авиационни специалисти на борда. През същата 1959 година самолетът превозва до Вашингтон съветската делегация при посещението на Хрушчов в САЩ.
Първият полет от Москва до Хавана е на 10 юли 1962 година с междинно кацане в Гвинея (летището в столицата Конакри е построено от съветски специалисти). След като били изпълнени четири рейса през Конакри, правителството на Гвинея, под натиска на САЩ, забранило кацането на самолети по-тежки от 150 тона. Още четири рейса били направени с междинно кацане в Дакар (Сенегал) след което и те били забранени, под предлог за наличие на оръжия на борда. Следващите три полета били през Алжир, но и тук под натиск от САЩ полетите били забранени. Трябвало да се търси ново трасе, за да бъде изпълнено приетото пред Куба обещание за редовни полети. Първият технически рейс с междинно казане и дозареждане в Мурманск е на 22 декември 1962 година. Първият полет до Хавана по северния маршрут с пътници на борда е на 7 януари 1963 година със самолет Ту-114Д СССР-76480. От този момент почват редовните полети с дозареждане на военната авиобаза Оленегорск, Мурманска област.
Понякога силният насрещен вятър над Атлантика принуждавал да се извършва дозареждане в американската авиобаза в Насау на Бахамите. За чест на американците всичко минавало безпроблемно, като за керосина и другите консумативи плащал комадира на самолета с наличните долари и талони на Shell. С някои полети на Ту-114Д летели щурмани от бомбардировача Ту-95, за да усъвършенстват уменията си.
За полети до Япония са преоборудвани два самолета. Салонът бил разделен на първа и икономична класа. Експлоатацията се извършавала съвместно с японската авиокомпания Джал. В състава на екипажа влизали и японски стюардеси, а самолетите били боядисани едновременно с цветовете на Аерофлот и „Japan Airlines“. Първият полет е на 17 април 1967 година.
Следват вътрешни полети по линиите: от Домодедово до Алма-Ата, Ташкент, Новосибирск и Хабаровск.
Ту-114 е експлоатиран само от две авиокомпании: „Аерофлот“ и „Japan Airlines“. Освен това Ту-114 е ползван за дълги полети на съветски делегации, а също и за демонстрационни полети в СССР, САЩ, Канада и Африка.
Десет години след спиране на серийното производство е прекратена и експлоатацията на самолета за граждански полети (ноември 1967). Повечето самолети по това време са налетели по 15 000 часа, появили се пукнатини по носещи детайли. Решено било самолетите да не се ремонтират и доработват. До лятото на 1977 самолетите били изписани от „Аерофлот“ и 21 от тях били пратени на скрап. Няколко машини се ползвали от ВВС до 1991 година.

### Настояща ситуация
Няма самолети Ту-114, които да са в летателна годност. Запазени са три нелетящи самолета:
- В Централния музей на ВВС на РФ в Монино е запазен първият опитен самолет СССР-Л5611.
- В Уляновския музей на гражданската авиация има два самолета: един Ту-114 и един Ту-116.
- На летището на авиационния колеж в град Кривой Рог (Украйна) има един самолет Ту-114, за който има предложение да бъде преместен в държавния музей на авиацията в Киев.

Самолетът Ту-114 СССР-76464 (заводски номер 98413), който е стоял на постамент на входа на летище Домодедово от 1976 е унищожен при ремонт на летището през 2006 г. от собственика на летището East Line Group.

### Аварии и катастрофи
Единствената катастрофа на Ту-114 е на летище Шереметиево на 17 февруари 1966 г. Причината за катастрофата са лошите метеорологични условия през нощта и неразчистената напълно от снега писта.

## Самолети на база на Ту 114
Серийно строени и преоборудвани
- Ту-126 (обозначение в НАТО „Moss“) – сериен самолет за далечно радиолокационно разузнаване.
- Ту-114-200 – вариант на самолета за 200 пътника. Практически през 1970-те години всички самолети са преработени по тази схема.
- Ту-114Д – оборудван за полети до Куба, намален е броя на пътниците, а на долната палуба има два допълнителни резервоара, общата маса достига до 182 тона.
- Ту-114 (с ново ПНО) – последните два серийни самолета са оборудвани с ново приборно навигационно оборудване. По-късно всички самолети са преоборудвани по този начин.

Нереализирани проекти
- Ту-114А – проект на модернизиран самолет за 98 – 102 пътника за свръхдълги полети.
- Ту-114 6НК-8 – проект на самолет с шест турбореактивни двигателя НК-8, разработва се като алтернатива на Ил-62.
- Самолет „115“ (Ту-115) – проект на военно-транспортен самолет на база първия широкофюзелажен вариант на Ту-114.
- Ту-114Т и Ту-114 ТС – проект за преработка в транспортен и транспортно-санитарен вариант.
- Ту-114 ПЛО проект за преоборудване на Ту-114 в самолет с ядрена силова установка.

### Характеристики
Технически характеристики
- Екипаж: 5
- Места брой: 170 – 220
- Товароподемност: 22 500 kg
- Дължина: 54,1 m
- Размах: 51,1 m
- Височина: 15,5 m
- Площ на крилете: 311,1 m²
- Маса празен: 85 800 – 88 200 kg
- Нормална стартова маса: 164 000 kg
- Максимална стартова маса: 179 000 kg
- Маса на горивото във вътрешните резервоари: 60 800 kg
- Двигатели: 4 × ТВД НК-12М
- Мощност на двигателите: 4 × 15 000 к.с. (4 × 11 185 kW)

Летателни характеристики
- Максимална скорост: 880 km/h на 7100 m
- Крейсерска скорост: 750 – 770 km/h
- Скорост на кацане: 205 km/h
- Далечина на полета: 9720 km (с товар 15 000 kg)
- Практическа височина: 12 000 m
- Разбег: 1600 m
- Пробег: 1550 m
- Ниво на шума: 108 – 112 dB